# حامد العطار
حامد العطار، واسمه الكامل حامد بن أحمد بن عبيد الله بن عبد الله بن عسكر العطار الدمشقي الشافعي الأشعري، من علماء دمشق في وقته من طبقة وجيه الدين الكزبري وعبد الرحمن الطيبي، وهو من أسرة آل العطار العلمية.

## سيرته
ولد حامد العطار بدمشق في 17 جمادى الآخرة 1186 هـ، ونشأ في حجر والده أحمد بن عبيد الله العطار وأخذ عنه. جلس لإقراء صحيح البخاري في التكية السليمانية كل صباح خميس من شهري رجب وشعبان، وذلك منذ سنة 1215 هـ قبل وفاة والده بثلاث سنوات، ثم جلس مكان والده في الدروس الخاصة والعامة بعد وفاته في 1215 هـ، وكان يجتمع في درسه الأعيان، وكانت بقية دروسه في الجامع الأموي.
أعقب حامد العطار خمسة أولاد، هم: ياسين، وهو أكبرهم ووالد محمد سليم العطار، وسعيد، ومحمد، وإبراهيم، وبكري، وهو أصغرهم ومن تولى تدريس التكية السليمانية بعد الشيخ محمد سليم العطار.

## شيوخه
من أبرز شيوخه: والده أحمد بن عبيد الله العطار، ومحمد بن عبد الرحمن الكزبري، ومصطفى الرحمتي الأيوبي، وأخذ عن مرتضى الزبيدي بالمكاتبة، وأخذ الطريقة القادرية عن الشيخ طه الكردي، وأخذ عن غيرهم.

## تلاميذه
ممن أخذوا عنه: ابنه بكري العطار، ومحمود حمزة، وعبد الله بن درويش السكري، وغيرهم.

## وفاته
توجه في 1262 هـ إلى الحج برفقة وجيه الدين الكزبري ومصطحباً ابنه بكري العطار، وفي طريق عودته من الحجاز توفي عند وصوله إلى قلعة القطرانة في صفر 1263 هـ ودفن بها.